# Egon Flad
Egon Flad (* 5. März 1964) ist ein ehemaliger deutscher Fußballprofi.

## Laufbahn
Flads Laufbahn begann als Jugendlicher beim VfB Stuttgart, mit dem er 1981 Deutscher A-Jugendmeister wurde. 1983 verpflichteten ihn die Stuttgarter Kickers, bei denen Flad sich auf Anhieb etablierte. Er wechselte zu Blau-Weiß 90 Berlin, wurde auch dort Stammspieler und schaffte mit den Berlinern 1986 den Aufstieg in die 1. Bundesliga. 1987 stieg er mit Blau-Weiß wieder ab. 1988 wechselte er zum Bundesliga-Aufsteiger FC St. Pauli. 1990 kam der Abwehr- und Mittelfeldspieler zum FC Schalke 04 und schließlich zu Tennis Borussia Berlin. Mit Tennis Borussia stieg der damals 30-Jährige in den Amateurfußball ab und beendete gleichzeitig seine Karriere als Berufsfußballer. Flad, der bei seinen Stationen fast immer zum Stammpersonal zählte, kam auf 102 Erstliga- und 192 Zweitligaeinsätze. Er erzielte insgesamt 25 Tore in der 1. und 2. Fußball-Bundesliga.
Der gelernte Groß- und Außenhandelskaufmann betreibt heute zusammen mit Herbert Briem die Spielerberatungsagentur Briem und Flad.

## Erfolge
- 1986 Aufstieg mit BW 90 Berlin in die 1. Bundesliga
- 1991 Aufstieg mit FC Schalke 04 in die 1. Bundesliga (Meister in der 2. Bundesliga)